# Francisco Trincão
Francisco António Machado Mota Castro Trincão, noto semplicemente come Francisco Trincão (Viana do Castelo, 29 dicembre 1999), è un calciatore portoghese, attaccante dello Sporting Lisbona e della nazionale portoghese, con cui ha vinto la UEFA Nations League 2024-2025.

## Caratteristiche tecniche
È un'ala mancina utilizzabile su entrambe le fasce, nonostante preferisca partire da destra. Abile nel muoversi negli spazi, sa prevalere contro l'avversario palla al piede con il proprio dribbling, è dotato di una buona potenza di tiro. Calcia bene di prima intenzione, ma è anche un bravo passatore, calcia con precisione tanto che poter segnare tirando anche da fuori area. Può essere impiegato anche come falso nueve.

## Carriera

### Club

#### Braga e Barcellona
Cresciuto nel settore giovanile del Braga, ha esordito in prima squadra il 28 dicembre 2018 disputando l'incontro di Taça da Liga vinto 4-0 contro il Vitória Setúbal. Durante il campionato portoghese segna una rete nella schiacciante vittoria per 7-1 contro il B-SAD, realizza un gol battendo per 2-1 sia il Moreirense che il Marítimo, inoltre la rete di Trincão decide la vittoria per 1-0 ai danni lo Sporting Lisbona. Nell'Europa League segna un gol sconfiggendo per 4-2 lo Slovan Bratislava.
Il 31 gennaio 2020 viene ufficializzato il suo passaggio al Barcellona (per 31 milioni di euro complessivi) a partire dal 1º settembre successivo.Aggregatosi al Barcellona l'anno successivo, debutta con i blaugrana il 27 settembre 2020 nel successo per 4-0 contro il Villarreal in Liga.Senga il gol del 3-2 battendo il Betis oltre a realizzare una doppietta sconfiggendo l'Alavés.

#### Wolverhampton e Sporting Lisbona
Il 4 luglio 2021 viene ceduto in prestito al Wolverhampton.Segna una rete perdendo per 3-2 contro il Leeds, e un'altra nel pareggio per 2-2 contro il Chelsea, l'unica vittoria in cui realizza un gol è nel match che si è concluse per 4-0 con il Nottingham Forest come avversario.
Torna poi a giocare in Portogallo, militando nello Sporting Lisbona.Nella Champions League segna una rete battendo l'Eintracht Francoforte per 3-0. Nell'edizione 2022-2023 segna dieci gol, realizza una doppitta battendo per 4-0 il Portimonense e con la sua tripletta contribuisce a sconfiggere per 4-3 il Casa Pia, l'ultima rete la segna nel pareggio per 2-2 contro il Benfica. Vince l'edizione successiva del campionato realizzando nove reti, la prima battendo per 5-1 l'Estoril Praia, segna inoltre una doppietta prima battendo per 8-0 il Casa Pia e poi sconfiggendo per 4-0 il Gil Vicente.

### Nazionale
Con la nazionale U19 portoghese ha vinto l'Europeo di categoria: con due gol e un assist vincente consente alla squadra di battere per 3-1 la Norvegia, segna una doppietta contro l'Ucraina vincendo per 5-0, realizza una rete anche nella finale vinta 4-3 contro l'Italia. Al termine della competizione si è anche laureato capocannoniere del torneo con 5 gol segnati, a pari merito con il compagno di squadra Jota. Nel Mondiale Under-20 il 25 maggio 2019 segna il gol del 1-0 sconfiggendo la Corea del Sud. Partecipa anche al Campionato europeo Under-21, con un calcio di rigore segna la rete del 2-0 battendo l'Inghilterra, realizza un gol anche contro la Svizzera vincendo per 3-0.
Il 5 settembre 2020 debutta in nazionale maggiore nel successo per 4-1 contro la Croazia.
Vince la Nations League dove Trincão, il 23 marzo 2025, mette a segno le sue prime reti per il Portogallo realizzando una doppietta nella sfida vinta per 5-2 contro la Danimarca.

## Statistiche

### Presenze e reti nei club
Statistiche aggiornate al 17 maggio 2025.
| Stagione                | Squadra                 | Campionato              | Campionato | Campionato | Coppe nazionali | Coppe nazionali | Coppe nazionali | Coppe continentali | Coppe continentali | Coppe continentali | Altre coppe | Altre coppe | Altre coppe | Totale | Totale | Totale |
| Stagione                | Squadra                 | Comp                    | Pres       | Reti       | Comp            | Pres            | Reti            | Comp               | Pres               | Reti               | Comp        | Pres        | Reti        | Pres   | Reti   |        |
| ----------------------- | ----------------------- | ----------------------- | ---------- | ---------- | --------------- | --------------- | --------------- | ------------------ | ------------------ | ------------------ | ----------- | ----------- | ----------- | ------ | ------ | ------ |
| 2015-2016               | Braga B                 | SL                      | 4          | 0          | -               | -               | -               | -                  | -                  | -                  | -           | -           | -           | 4      | 0      |        |
| 2016-2017               | Braga B                 | SL                      | 5          | 1          | -               | -               | -               | -                  | -                  | -                  | -           | -           | -           | 5      | 1      |        |
| 2017-2018               | Braga B                 | SL                      | 30         | 5          | -               | -               | -               | -                  | -                  | -                  | -           | -           | -           | 30     | 5      |        |
| 2018-2019               | Braga B                 | SL                      | 7          | 0          | -               | -               | -               | -                  | -                  | -                  | -           | -           | -           | 7      | 0      |        |
| Totale Braga B          | Totale Braga B          | Totale Braga B          | 46         | 6          |                 | -               | -               |                    | -                  | -                  |             | -           | -           | 46     | 6      |        |
| 2018-2019               | Braga                   | PL                      | 6          | 0          | TP+TdL          | 1+1             | 0               | -                  | -                  | -                  | -           | -           | -           | 8      | 0      |        |
| 2019-2020               | Braga                   | PL                      | 27         | 8          | TP+TdL          | 3+3             | 0               | UEL                | 7                  | 1                  | -           | -           | -           | 40     | 9      |        |
| Totale Braga            | Totale Braga            | Totale Braga            | 33         | 8          |                 | 8               | 0               |                    | 7                  | 1                  |             | -           | -           | 48     | 9      |        |
| 2020-2021               | Barcellona              | PD                      | 28         | 3          | CR              | 5               | 0               | UCL                | 7                  | 0                  | SS          | 2           | 0           | 42     | 3      |        |
| 2021-2022               | Wolverhampton           | PL                      | 28         | 2          | FACup+CdL       | 1+1             | 0+1             | -                  | -                  | -                  | -           | -           | -           | 30     | 3      |        |
| 2022-2023               | Sporting Lisbona        | PL                      | 34         | 10         | TP+CdL          | 1+5             | 0+1             | UCL+UEL            | 6+6                | 2+0                | -           | -           | -           | 52     | 13     |        |
| 2023-2024               | Sporting Lisbona        | PL                      | 31         | 9          | TP+CdL          | 6+3             | 1+0             | UEL                | 8                  | 0                  | -           | -           | -           | 48     | 10     |        |
| 2024-2025               | Sporting Lisbona        | PL                      | 34         | 9          | TP+CdL          | 7+3             | 2+0             | UCL                | 9                  | 0                  | SP          | 1           | 0           | 54     | 11     |        |
| Totale Sporting Lisbona | Totale Sporting Lisbona | Totale Sporting Lisbona | 99         | 28         |                 | 25              | 4               |                    | 29                 | 2                  |             | 1           | 0           | 154    | 34     |        |
| Totale carriera         | Totale carriera         | Totale carriera         | 234        | 47         |                 | 40              | 5               |                    | 43                 | 3                  |             | 3           | 0           | 320    | 55     |        |

### Cronologia presenze e reti in nazionale
| Cronologia completa delle presenze e delle reti in nazionale ― Portogallo | Cronologia completa delle presenze e delle reti in nazionale ― Portogallo | Cronologia completa delle presenze e delle reti in nazionale ― Portogallo | Cronologia completa delle presenze e delle reti in nazionale ― Portogallo | Cronologia completa delle presenze e delle reti in nazionale ― Portogallo | Cronologia completa delle presenze e delle reti in nazionale ― Portogallo | Cronologia completa delle presenze e delle reti in nazionale ― Portogallo | Cronologia completa delle presenze e delle reti in nazionale ― Portogallo |
| Data                                                                      | Città                                                                     | In casa                                                                   | Risultato                                                                 | Ospiti                                                                    | Competizione                                                              | Reti                                                                      | Note                                                                      |
| ------------------------------------------------------------------------- | ------------------------------------------------------------------------- | ------------------------------------------------------------------------- | ------------------------------------------------------------------------- | ------------------------------------------------------------------------- | ------------------------------------------------------------------------- | ------------------------------------------------------------------------- | ------------------------------------------------------------------------- |
| 5-9-2020                                                                  | Porto                                                                     | Portogallo                                                                | 4 – 1                                                                     | Croazia                                                                   | UEFA Nations League 2020-2021 - 1º turno                                  | -                                                                         | 78’                                                                       |
| 7-10-2020                                                                 | Lisbona                                                                   | Portogallo                                                                | 0 – 0                                                                     | Spagna                                                                    | Amichevole                                                                | -                                                                         | 79’                                                                       |
| 11-10-2020                                                                | Saint-Denis                                                               | Francia                                                                   | 0 – 0                                                                     | Portogallo                                                                | UEFA Nations League 2020-2021 - 1º turno                                  | -                                                                         | 89’                                                                       |
| 11-11-2020                                                                | Lisbona                                                                   | Portogallo                                                                | 7 – 0                                                                     | Andorra                                                                   | Amichevole                                                                | -                                                                         | 74’                                                                       |
| 14-11-2020                                                                | Lisbona                                                                   | Portogallo                                                                | 0 – 1                                                                     | Francia                                                                   | UEFA Nations League 2020-2021 - 1º turno                                  | -                                                                         | 71’                                                                       |
| 17-11-2020                                                                | Spalato                                                                   | Croazia                                                                   | 2 – 3                                                                     | Portogallo                                                                | UEFA Nations League 2020-2021 - 1º turno                                  | -                                                                         | 46’                                                                       |
| 4-9-2021                                                                  | Debrecen                                                                  | Qatar                                                                     | 1 – 3                                                                     | Portogallo                                                                | Amichevole                                                                | -                                                                         | 59’                                                                       |
| 12-10-2024                                                                | Varsavia                                                                  | Polonia                                                                   | 1 – 3                                                                     | Portogallo                                                                | UEFA Nations League 2024-2025 - 1º turno                                  | -                                                                         | 64’                                                                       |
| 15-11-2024                                                                | Porto                                                                     | Portogallo                                                                | 5 – 1                                                                     | Polonia                                                                   | UEFA Nations League 2024-2025 - 1º turno                                  | -                                                                         | 84’                                                                       |
| 23-3-2025                                                                 | Lisbona                                                                   | Portogallo                                                                | 5 – 2 dts                                                                 | Danimarca                                                                 | UEFA Nations League 2024-2025 - Quarti di finale                          | 2                                                                         | 81’                                                                       |
| 4-6-2025                                                                  | Monaco di Baviera                                                         | Germania                                                                  | 1 – 2                                                                     | Portogallo                                                                | UEFA Nations League 2024-2025 - Semifinale                                | -                                                                         | 58’                                                                       |
| Totale                                                                    |                                                                           | Presenze                                                                  | 11                                                                        |                                                                           | Reti                                                                      | 2                                                                         |                                                                           |

## Palmarès

### Club
- Coppa di Lega portoghese: 1

Braga: 2019-2020
- Coppa di Spagna: 1

Barcellona: 2020-2021
- Campionato portoghese: 2

Sporting Lisbona: 2023-2024, 2024-2025
- Coppa del Portogallo: 1

Sporting Lisbona: 2024-2025

### Nazionale
- Campionato europeo Under-19: 1

Finlandia 2018
- UEFA Nations League: 1

2024-2025

### Individuale
- Capocannoniere del Campionato europeo Under-19: 1

Finlandia 2018 (5 gol)